# Pacifiphantes magnificus
Pacifiphantes magnificus är en spindelart som först beskrevs av Chamberlin och Ivie 1943.  Pacifiphantes magnificus ingår i släktet Pacifiphantes och familjen täckvävarspindlar. Inga underarter finns listade i Catalogue of Life.